# 나가쿠보신정
나가쿠보신정(일본어: 長久保新町)은 일본 나가노현 지사가타군에 있던 정이다. 현재의 나가와정에 해당한다.

## 역사
- 1889년 4월 1일 - 정촌제 시행에 의해 근세이후의 나가쿠보신정이 단독으로 자치체를 형성하였다.
- 1956년 9월 30일 - 나가쿠보후루정, 다이몬촌과 합병해 나가토정이 성립하여, 동일 나가쿠보신정은 폐지되었다.

## 교통

### 도로
- 국도 제142호선
- 국도 제152호선

## 참고문헌
- 角川日本地名大辞典 20 長野県